# Jean le Bleu
Jean le Bleu est un roman de Jean Giono paru en 1932.

## Historique
Jean Giono reconnaissait que si l'essentiel de Jean le Bleu — largement autobiographique — était authentique, il avait néanmoins modifié et ajouté un certain nombre d'anecdotes.

Le roman a inspiré à Marcel Pagnol son film La Femme du boulanger (1938), et à Jean Giono lui-même une pièce de théâtre intitulée également La Femme du boulanger, parue en 1942 (Folio).

## Résumé
Ce roman relate la jeunesse provençale de Giono, entre une mère repasseuse et un père cordonnier. Fidèle aux œuvres de Giono, le roman déborde d'anecdotes lumineuses et chargées de son doux parfum provençal. Le récit est autobiographique, mais il faut se garder d'y voir un document authentifié. Les dates de certains épisodes sont largement transposées et tels personnages essentiels sont fictifs. Giono fabulait si constamment qu'il a pu mentir en prétendant que ces aspects de son livre n'étaient pas tirés du réel. 

## Éditions
- 1974 - Le Livre de Poche,  (ISBN 978-2-25-300022-8)
- 2005 - Éditions Grasset, Collection Cahiers Rouges

## Adaptation
Téléfilm réalisé par Hélène Martin. Avec Jean-Paul Farré, Geneviève Mnich, Michel Robin, David Salkin, Ginger Salkin, Paul Savatier. 1978 (95 min).